# Elvis and Anabelle
Elvis and Anabelle es una película independiente dirigida por Will Geiger.

## Sinopsis
En "Elvis and Anabelle", cada terrible tragedia causa a la vez algo igualmente milagroso. Presionada por su madre, demasiado ambiciosa quien también antes había sido una Miss Texas Rose (Mary Steenburgen), Anabelle Leigh (Blake Lively), está en el camino a ganar la diadema a la Miss Texas Rose cuando ella trágicamente muere de un inesperado golpe durante un desfile. Su muerte la consigue sobre la mesa de embalsamamiento de Elvis (Max Minghella), un joven amargado cuyo sentido de deber de familia y el amor por su padre enfermizo (Joe Mantegna) le impide seguir sus sueños. Cuando Anabelle milagrosamente es resucitada sobre la mesa de embalsamamiento de Elvis los dos inesperadamente se relacionan y sacan chispas. Con la ayuda de uno al otro y el padre de Elvis, ellos descubren el amor, la libertad, y la felicidad como el mundo verdadero y sus propios demonios amenazan con obligarlos a apartarse.
La película se estrenó el 10 de marzo de 2007 en el festival de película y música South by Southwest en Austin, Texas.